# Achelia megova
Achelia megova là một loài nhện biển trong họ Ammotheidae. Loài này thuộc chi Achelia. Achelia megova được miêu tả khoa học năm 1943 bởi Hilton.